# Mosquée Xianxian
La Mosquée Xianxian (chinois : 先贤清真寺 ; pinyin : xiānxián qīngzhēnsì)  est située dans le district de Yuexiu, à Guangzhou (Canton), province du Guangdong, en Chine.

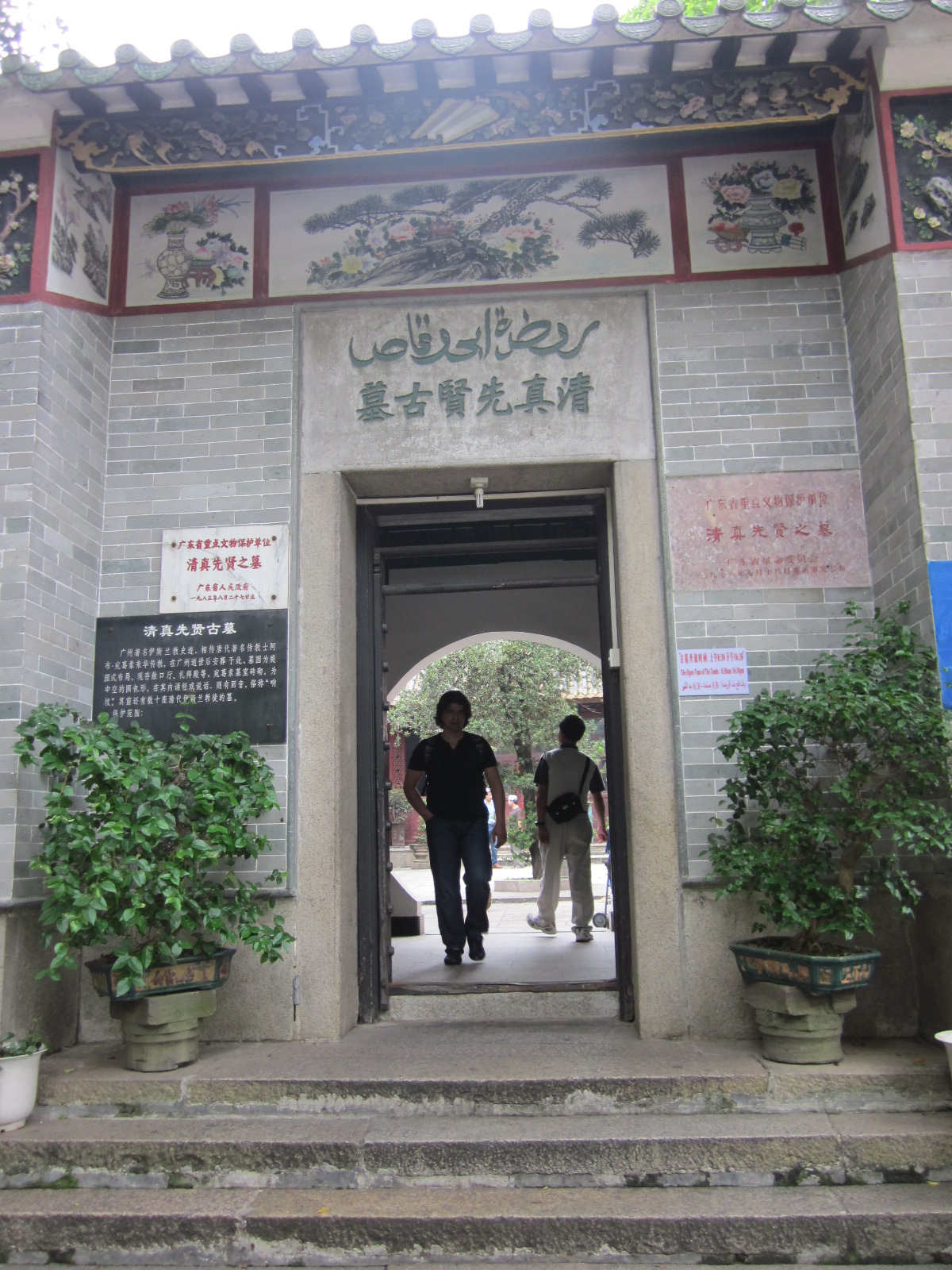
Entrée de la mosquée
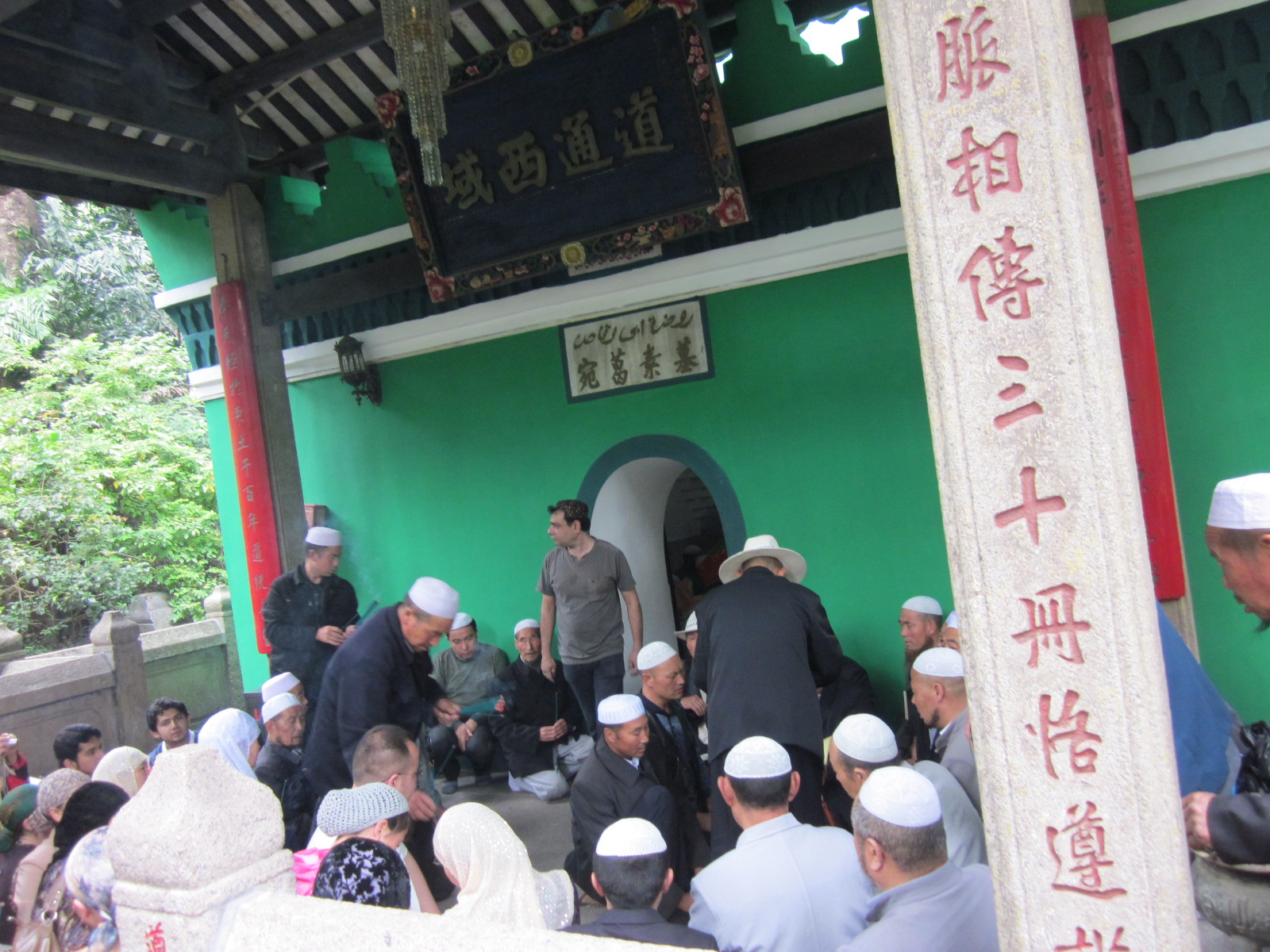
Fidèles dans la mosquée
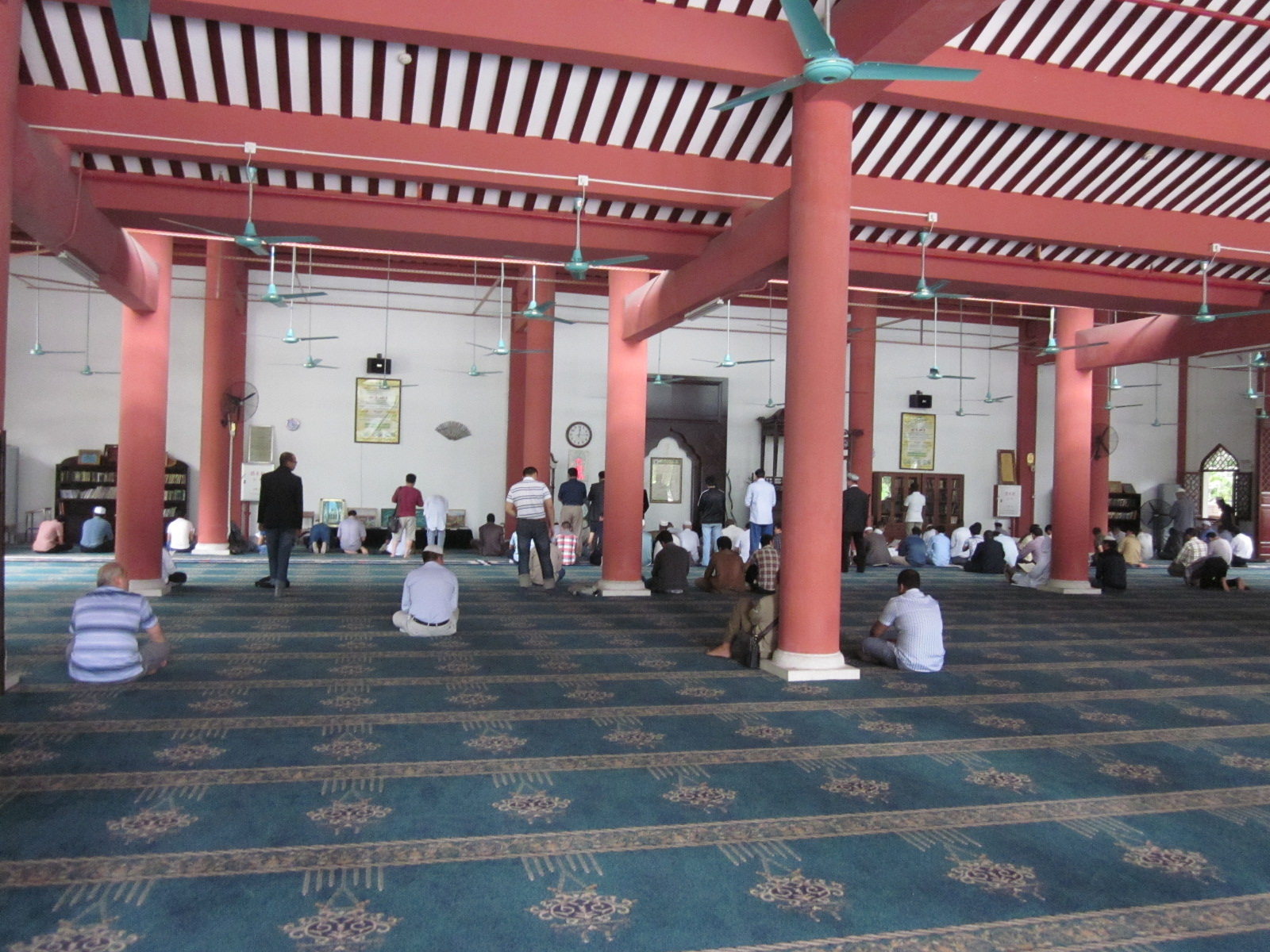
Salle principale
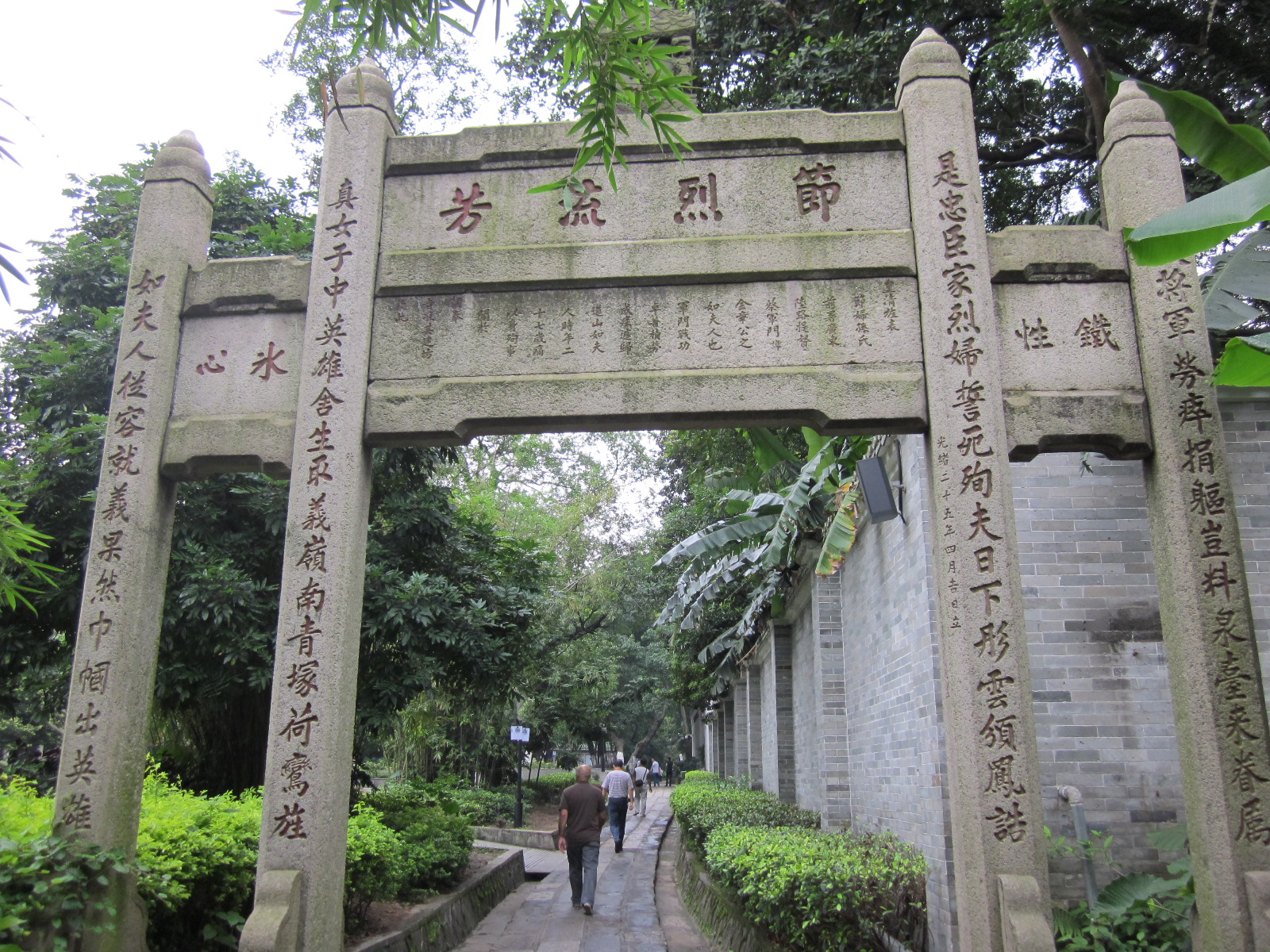
Paifang dans la jardin-cimetière de la mosquée